# انحراف (مسلسل)
انحراف هو مسلسل تلفزيوني مصري عُرض في شهر رمضان عام 1443 هـ (2 أبريل 2022م)، من بطولة روجينا، أحمد صفوت، لوسي، سميحة أيوب، أحمد فؤاد سليم، محمد لطفي، محمد الكيلاني، رانيا محمود ياسين وسماء إبراهيم، من تأليف مصطفى شهيب ومن إخراج رؤوف عبد العزيز. ومن انتاج إيهاب طلعت و إيناس عمر

## قصة المسلسل
تدور الأحداث في دراما تشويقية عن مليئة بالغموض، حول انحراف عدد من الشخصيات عن الطبيعة البشرية؛ يصطدمون بطبيبة نفسية وتقرر تعديل المسار بطريقتها الخاصة.

## طاقم التمثيل
- روجينا: (حور / وسام)
- أحمد صفوت: (شريف نوح)
- لوسي: (فوزية)
- سميحة أيوب: (وداد)
- أحمد فؤاد سليم: (د/ عاصم)
- محمد لطفي: (طلعت الدقاق)
- محمد الكيلاني: (آسر المفتي)
- رانيا محمود ياسين: (سناء)
- سماء إبراهيم
- ويزو
- محمد عادل
- رامي الطمباري
- نانسي صلاح
- محمد مهران
- محمد أحمد ماهر
- ندى عادل
- وئام مجدي
- إسراء رخا
- جنى هشام
- عفاف مصطفى
- لاشينة لاشين
- ريهام سعيد
- إنجي علي
- شريف عمر
- عبد العزيز مخيون
- غادة عادل: (حور - ضيفة شرف)
- رشوان توفيق: (والد حور - ضيف شرف)
- باسم مغنية: (د/ إياد - ضيف شرف)
- أحمد بدير: (القاضي - ضيف شرف)
- ميرال شفيق
- وائل ترك
- محمود العزازي
- سمير بدير
- محمد دسوقي
- نهاد أبو العينين
- إيمي إسلام
- محمد غنيم
- نادر كمال

## فريق العمل
- إخراج: رؤوف عبد العزيز
- تأليف: مصطفى شهيب
- إنتاج: المروة للإنتاج الفني (إيناس عمر)
- مدير التصوير: رؤوف عبد العزيز
- مونتاج: محمد جلال
- موسيقى تصويرية: محمد ناصف

## أغنية المقدمة
- غناء: محمد محيي
- كلمات: مصطفى ناصر
- ألحان: عمرو مصطفى
- توزيع: وجدي الفوي
- مكساج: هاني محروس